# Lisa Vultaggio
Lisa Vultaggio (* 20. Januar 1973 in Vancouver, British Columbia) ist eine kanadische Schauspielerin italienischer Abstammung.

## Leben
Lisa Vultaggio besuchte in Vancouver die Killarney Secondary School und erhielt im Alter von fünf Jahren Gesangsunterricht am Italian Cultural Center. Sie studierte Schauspielerei an der Breck Academy. Sie ist seit dem 21. Juni 2002 mit dem Schauspieler Jonathan Jackson verheiratet, den sie bei Dreharbeiten zu General Hospital kennenlernte. Die beiden sind Eltern einer Tochter (* 2005) und zweier Söhne (* 2003 und * 2005).

## Karriere
Ihr Schauspieldebüt feierte Lisa Vultaggio in der US-amerikanischen Krimiserie Das Gesetz der Straße im Jahr 1991. In der dritten Folge der ersten Staffel spielte sie die Rolle der Christina Valens. Im Jahr darauf war sie als Nina in dem Fernsehfilm Todsünden in einer Nebenrolle zu sehen. Dabei stand sie neben Christopher Reeve und Roxann Dawson vor der Kamera. Anschließend verkörperte sie zwei unterschiedliche Rollen in zwei Folgen der Fernsehserie Highlander. Als Adrianna stand sie 1995 neben Angela Lansbury in der Krimiserie Mord ist ihr Hobby vor der Kamera. Danach folgten Auftritte in den Serien Millennium – Fürchte deinen Nächsten wie Dich selbst und Gejagt – Das zweite Gesicht, bevor sie in 71 Folgen der Seifenoper General Hospital die FBI-Agentin Hannah Scott verkörperte. 

## Filmografie (Auswahl)
- 1991: Das Gesetz der Straße (Street Justice, Fernsehserie, Folge 1x03 Loyalties)
- 1992: Todsünden (Mortal Sins, Fernsehfilm)
- 1993–1994: Highlander (Fernsehserie, zwei Folgen)
- 1994: Akte X – Die unheimlichen Fälle des FBI (The X-Files, Fernsehserie, Folge 1x12 Beyond the Sea)
- 1995: Mord ist ihr Hobby (Murder, She Wrote, Fernsehserie, Folge 12x08 Shooting in Rome)
- 1996: Millennium – Fürchte deinen Nächsten wie Dich selbst (Millennium, Fernsehserie, Folge 1x03 Dead Letters)
- 1997: Gejagt – Das zweite Gesicht (Two, Fernsehserie, Folge 1x16 The Nun Story)
- 1999–2001: General Hospital (Fernsehserie, 71 Folgen)